# HC Oceláři Třinec
Le HC Oceláři Třinec (les aciéristes de Třinec) est un club de hockey sur glace de la ville de Třinec en Tchéquie. Il évolue en Extraliga.

## Histoire

Ancien logo de l'équipe

Le hockey s'installe à Třinec en 1929-30 avec des parties entre joueurs sur la mare locale gelée. Le club, fondé sous le nom de SK Třinec, s'est ensuite appelé successivement SK Železárny Třinec, KS Zaolzik, SK Železárny Třinec, TŽ VŘSR Třinec, TŽ Třinec et HC Železárny Třinec avant de prendre son nom actuel en 1999.
Il faut attendre 1967 pour voir la première patinoire apparaître et 1976 pour qu'elle se dote d'un toit. En 1979, l'équipe fait ses débuts dans la seconde division et parvient difficilement à y rester.
En 1995, onze ans après la construction d'une nouvelle patinoire, l'équipe parvient à se hisser dans la première division du championnat, place qu'elle occupe toujours. Elle a été finaliste du championnat en 1998.

## Palmarès
- Vainqueur de l'Extraliga : 2011, 2019, 2021, 2022 et 2023.